# Michael Hicks
Pour les articles homonymes, voir Hicks.
Michael Hicks, né le 4 août 1976, à Panama, au Panama, est un joueur panaméen de basket-ball. Il évolue au poste d'ailier.

## Palmarès

### En sélection
- Médaillé d'or au Centrobasket 2006